# Henriette Frölich
Henriette Frölich (28. července 1768 Zehdenick – 5. dubna 1833 Berlín), rozená Dorothea Friederica Henrietta Rauthe, byla německá spisovatelka. Používala pseudonym Jerta.

## Život
Henriette Frölich byla dcerou královského dvorního komisaře Christiana Rautheho a Sofie Frederiky Braunsové. V květnu 1879 se vdala za spisovatele a reformátora Carla Wilhelma Frölicha. Jejich dům se stal místem setkávání berlínských osvícenců. Roku 1792 vystoupil její muž ze státních služeb a přestěhovali se na statek Scharfenbrück u Luckenwaldu.
1806 byl statek vypleněn francouzským vojskem. Velká část Henriettina literárního díla byla zničena a rodina se dostala do finančních potíží. Roku 1813 se vrátili do Berlína, kde Carl Frolich založil čítárnu a půjčovnu knih.

## Dílo
- Básně v Berliner Musenalmanach für 1791
- Das Rosenmädchen, veselohra, 1815; ztracena
- Graf Heinrich, oder Heinrich Graf, 1819
- Virginia oder Die Kolonie von Kentucky, román, 1819